# Domingo Godoy
Domingo Hilarión Godoy Cruz (Santiago 13 januari 1847 - aldaar 16 juli 1916) was een Chileens politicus. 
Hij bezocht het Instituto Nacional en studeerde rechten aan de Universiteit van Chili. Hij promoveerde in 1882. Reeds tijdens zijn studie wijdde hij zich aan de journalistiek en schreef voor diverse liberale kranten. 
Hij had namens de Partido Liberal Democrático (Liberaal-Democratische Partij) zitting in de Kamer van Afgevaardigden (1873-1876; 1879-1882). In 1879 werd hij benoemd tot gevolmachtigd minister van Chili in Colombia en Venezuela en in 1882 werd hij ambassadeur in Ecuador. 
In 1889 werd hij benoemd tot lid van het strafhof en in 1890 nam hij wederom zitting in de Kamer van Afgevaardigden. Van 15 oktober 1890 tot 12 maart 1891 was hij minister van Buitenlandse Zaken, Eredienst en Kolonisatie. Aan het begin van de Burgeroorlog (1891) benoemde president Balmaceda hem tot minister van Binnenlandse Zaken (7 januari 1891). Tijdens zijn ministerschap werd het decreet ondertekend dat alle uitvoerende macht in handen legde van president Balmaceda die sindsdien als dictator regeerde. Op 20 mei 1891 werd Godoy als minister van Binnenlandse Zaken opgevolgd door Julio Bañados Espinosa.
Na de slag bij Placilla (28 augustus 1891) en het ineenstorten van de dictatuur werd Godoy door de revolutionairen gevangengenomen en verbannen naar Argentinië. Hij keerde in 1896 naar Chili terug. Hij vestigde zich in Santiago waar hij tot zijn dood in 1916 bleef wonen.

## Familie
Domingo Godoy trouwde op 28 april 1887 met Victoria Pérez Díaz. Kinderen uit deze relatie waren o.a.:
1. Domingo Godoy Pérez (1884-1960), minister van Justitie 1941
2. Pedro Godoy Pérez (1886-1944), academicus, minister van Onderwijs 1931

José Joaquín Godoy Cruz (1837-1901), diplomaat en minister van Buitenlandse Zaken, was de oudere broer van Domingo.